# Madonna w altanie różanej
Madonna w altanie różanej – przykład gotyckiego malarstwa tablicowego, namalowany przez Stefana Lochnera. Znajduje się w zbiorach Wallraf-Richartz-Museum w Kolonii.

## Wygląd
Obraz przedstawia Maryję z Dzieciątkiem w otoczeniu aniołów. Wokół rozpościera się trawnik pełen różnorodnych kwiatów, natomiast za nimi znajduje się kamienny, niski, wielokątny mur, przy którym postawiona jest pergola umajona krzakami dzikich róż oraz lilii. Maryja ukazana jest w pełnym splendorze w aksamitnych niebieskich szatach z bogato zdobioną koroną zamkniętą na skroniach. Na przypiętej na piersi kameryzowanej, ozdobnej złotej zaponie można dostrzec wizerunek jednorożca. Maryja o delikatnej, pełnej wdzięku twarzy spogląda na Dzieciątko, które trzyma w rączce jabłko. Owoc ten również prezentują anioły, z których jeden trzyma koszyk pełen jabłek a druga ręką podaje Maryi. Na samej górze kompozycji widoczne jest popiersie Boga, który gestem błogosławieństwa zwraca się do Maryi i Dzieciątka. Pośredniczy temu wątkowi gołębica symbolizująca Ducha Świętego. Kompozycję zdobi bogato dekorowana kotara podtrzymywaną przez dwa anioły. Złote tło ozdobione jest na krawędziach bordiurą z dekoracją roślinną.

## Analiza
Matka Boska ukazana jest w tak zwanym typie „Madonny pokornej” – czyli siedzącej wprost na ziemi lub, jak w tym przypadku, na bordowej poduszce leżącej na trawniku. Jest to kontynuacja znanego już w sztuce bizantyjskiej typu Sedes Sapientiae. Obraz ten jest bogaty w symbole. Pergola i mur otaczający ogród jest odniesieniem do średniowiecznego przedstawienia hortus conclusus – po popełnieniu przez Adama i Ewę grzechu pierworodnego przeznaczony dla Boga i Marii – niepokalanie poczętej. Sam ogród, pełen flory odnosi się do czystości Marii. Róża jest symbolem maryjnym, ale także symbolizuje Chrystusa – biała róża symbolizuje miłość, czerwona cierpienie. Lilia – to symbol skromności czystości i ubóstwa. Oliwkowy kolor dywanu trawy symbolizuje miłosierdzie, a trójlistna koniczyna – Trójcę Świętą.
Wątek trynitarny dopełnia ukazany na górze Bóg Ojciec i Duch Święty – w postaci gołębicy.
Jabłko, które trzyma Jezus, odnosi się do zakazanego owocu, spożytego przez Adama i Ewę; Chrystus potwierdza w ten sposób, że jest nowym Adamem, który przyszedł na świat z celu zbawczej misji, przez którą odkupił ludzkość.
Opracowana z jubilerską dokładnością zapona posiada niewielką figurkę jednorożca – symboliki tej można szukać w antyku – zwierzę mogła schwytać jedynie dziewica, zaś róg stanowić miał panaceum na wszelkie choroby. W chrześcijaństwie jednorożec odnosi się do Chrystusa, który pochodził z Dziewicy Marii.
Ukazane na pierwszym planie muzykujące anioły o dziecięcych twarzach. Oddane z pełnym realizmem instrumenty – lutnia, miniaturowe organy oraz harfa stanowią muzyczne dopełnienie kameralnej, idyllicznej i pozbawionej wszelkich trosk atmosfery.
Madonna w altanie różanej stanowi ważniejszy przykład niemieckiego malarstwa wywodzącego się ze szkoły kolońskiej XV wieku. Daleko idąca idealizacja, oraz dworskość poświadczają znajomość „stylu pięknego”, którego precedensów można szukać na zachodzie w malarstwie burgundzkim i w Westfalii na wschodzie. Nie znamy początkowych dziejów obrazu, nie jest wyjaśniona także sprawa funkcji dzieła; jego wymiary mogą sugerować przeznaczenie do prywatnej dewocji.